# Michel Patrick Boisvert
Michel Patrick Boisvert (Petit-Goâve, ...) è un politico haitiano, primo ministro di Haiti dal 25 febbraio al 3 giugno 2024.  Il Consiglio presidenziale di transizione, inaugurato il 25 aprile, aveva il potere di sostituirlo. Boisvert è stato ministro dell'Economia e delle Finanze dal 2020 al 2024, inizialmente nei gabinetti di Joseph Jouthe, Claude Joseph e Ariel Henry. Boisvert è stato in precedenza direttore generale del Ministero dell'Economia e delle Finanze dal 2018 al 2020. Nel mezzo dell'escalation della crisi haitiana nel febbraio-marzo 2024, Boisvert ha ricoperto il ruolo di primo ministro ad interim, supervisionando le operazioni del governo di Henry durante la sua assenza dal Paese. Dopo le dimissioni formali di Henry il 24 aprile 2024, Boisvert ha continuato a servire come primo ministro ad interim di Haiti.

## Biografia
Boisvert è nato a Petit-Goâve. Ha conseguito una laurea in contabilità presso l'Università di Port-au-Prince, una laurea in economia presso l'Università statale di Haiti e un master in gestione delle politiche economiche presso l'Università di Auvergne. È stato impiegato presso la Banca della Repubblica di Haiti dal 1991 al 1995 e come funzionario regionale del Ministero dell'Economia e delle Finanze, con sede a Petit-Goâve, dal 1995 al 2010. Dal 2010 al 2018, Boisvert ha lavorato per il ministero in qualità di direttore dell'ispezione fiscale.
Nel 2018 Boisvert è stato nominato direttore generale del Ministero dell'Economia e delle Finanze.  Il 5 marzo 2020 è entrato a far parte del gabinetto del primo ministro Joseph Jouthe come ministro dell'Economia e delle finanze e ha continuato a ricoprire questo incarico sotto il successore di Jouthe, Claude Joseph. Boisvert successivamente ha mantenuto la sua posizione nel governo ad interim formato sotto il primo ministro ad interim Ariel Henry in seguito all'assassinio del presidente Jovenel Moïse nel 2021.
Il 25 febbraio 2024, Boisvert ha assunto la guida ad interim del governo di Henry mentre il primo ministro si è recato in Kenya per negoziare il dispiegamento delle forze di polizia keniane ad Haiti nel mezzo della crisi interna esacerbata dall'escalation della violenza delle bande. Durante l'assenza di Henry, un'importante offensiva di bande prese di mira il suo governo, spingendo Boisvert a dichiarare lo stato di emergenza il 3 marzo. Il 7 marzo, con la crisi in corso e l'impossibilità di Henry di rientrare ad Haiti, Boisvert prolungò lo stato di emergenza per un mese. Henry si è dimesso per far posto al Consiglio presidenziale di transizione che ha prestato giuramento il 25 aprile 2024, con il suo gabinetto uscente che ha nominato Boisvert Primo Ministro ad interim. Alla fine di maggio 2024, il consiglio ha prorogato il mandato di Boisvert di un mese e scelse Garry Conille come suo sostituto. Conille ha prestato giuramento il 3 giugno 2024.